# سفارة المجر في بولندا
سفارة المجر في بولندا هي أرفع تمثيل دبلوماسي لدولة المجر لدى بولندا. تقع السفارة في وارسو وهي تهدف لتعزيز المصالح المجرية في بولندا.

## وصلات خارجية
- الموقع الرسمي
- قائمة سفارات المجر
- قائمة السفارات في بولندا